# Коцишев (Лодзинське воєводство)
Коцишев (пол. Kociszew) — село в Польщі, у гміні Зелюв Белхатовського повіту Лодзинського воєводства.
Населення — 343 особи (2011).
У 1975-1998 роках село належало до Пйотрковського воєводства.

## Демографія
Демографічна структура станом на 31 березня 2011 року:
|          | Загалом | Допрацездатний вік | Працездатний вік | Постпрацездатний вік |
| -------- | ------- | ------------------ | ---------------- | -------------------- |
| Чоловіки | 159     | 35                 | 101              | 23                   |
| Жінки    | 184     | 37                 | 109              | 38                   |
| Разом    | 343     | 72                 | 210              | 61                   |